# Загайский, Даниэль
Даниэ́ль Зага́йский (имя при рождении — То́мек) (11 декабря 1888 года, Сосоновка Полтавской губернии — 22 июня 1980 года, Иерусалим) — гер-украинец, брацлавский хасид, спасший от уничтожения могилу рабби Нахмана.

## Биография

### Детство и юность
Даниэль (Томек) Загайский родился в бедной украинской крестьянской семье и уже в детстве осиротел. Его старший брат погиб во время армейской службы, а все сестры уехали из родной деревни в поисках заработка. Томеку пришлось просить пристанища у родственников. В конце концов родная многодетная тетя отдала племянника работником в зажиточную семью — за проживание и скудное питание. В возрасте 11 лет Загайский ушел из чужой семьи и начал самостоятельную жизнь — сначала батраком, затем грузчиком, потом учеником сапожника, и вскоре начал работать сапожником уже самостоятельно.
В возрасте 21 года Загайский был призван в армию. Будучи неграмотным, за три года службы научился чтению и письму и стал посвящать чтению всё свободное время. Особое внимание Загайского привлекала Библия.

### Духовные поиски
После демобилизации Загайский работал сапожником и ходил по церквям слушать проповеди. Православная церковь его не привлекала, так как когда он, голодный ребёнок, ходил побираться, православные священники ему не помогали, а отгоняли от церкви вместе с другими нищими. Также Загайского возмущал христианский антисемитизм — потому что всё, о чём он читал в Библии, происходило именно с евреями в Земле Израиля. В родной Полтавской губернии Загайский сталкивался с евреями постоянно, но ничего плохого от них не видел.
Однажды при переходе через железнодорожное полотно Загайский покалечил ногу и на всю жизнь остался инвалидом. Долгое время проведя в больнице и имея много времени для размышлений, он решил перейти к баптистам. Однако вскоре он ушёл и из баптистской церкви и присоединился к общине субботников. Но и там отношения с руководством общины не заладились, потому что простой сапожник задавал слишком сложные теологические вопросы. Уйдя от субботников, Загайский решил, что только иудаизм даст ему ответы, и в 1925 году ушёл к ближайшим евреям — в местечко Умань.

### Гиюр
Поселившись в Умани, Загайский наблюдал за жизнью евреев — как они отмечают праздники, как у них организована семейная жизнь, как они воспитывают детей. Однажды он решился, зашел в синагогу и попросил обратить его в иудейскую веру. Удивлённый раввин Ицхак Бар вежливо выпроводил настойчивого нееврея. Но Загайский стал приходить с этой просьбой в синагогу практически каждую неделю, и раввин сделал вид, что уступил — но потребовал сначала сделать обрезание. Ицхак Бар был уверен, что в местечке никто не возьмётся провести над Загайским этот ритуал, потому что евреи в Умани даже новорожденным делали обрезание только тайком из-за противодействия советских властей.
Загайский, действительно, не смог найти моэля, и пришёл домой к шойхету Абрамовичу за советом. Вначале резник был напуган такой просьбой, подозревая, что Загайский — провокатор ОГПУ. Но спустя какое-то время Абрамович убедился, что Загайский — действительно богобоязненный человек, и его допустили в круг религиозных евреев. Загайский стал изучать еврейские молитвы и законы Израиля. Однако раввин не спешил провести Загайскому гиюр, опасаясь, что местные власти за обращение украинца в евреи закроют синагогу.
В это время в нескольких километрах от Умани жители деревни Синица массово перешли в иудаизм, что было невероятным по тем временам событием. Узнав про это, Загайский отправился в Синицу. Оказалось, что украинцы, ставшие там герами, были учениками брацлавского хасида — местного сапожника Нахима Штракса. Загайский остался в этой деревне и стал учиться у новообращённых евреев. Спустя какое-то время ему посоветовали вернуться в Умань и продолжить учёбу там. В 1928 году Загайскому сделали обрезание и дали имя Даниэль.

### До Второй мировой войны
Даниэль остался жить среди брацлавских хасидов, по-прежнему зарабатывая ремеслом сапожника. Ему, как инвалиду, власти в порядке исключения разрешили работать самостоятельно, не вступая в артель. Такой надомный режим работы позволял Загайскому соблюдать Шаббат. Даниэль помогал евреям всем, чем мог, в том числе ездил по городам и местечкам как связной. За хасидами советские органы следили, запрещая почти всякую религиозную деятельность, а Загайский как украинец не вызывал подозрений. При этом он каждый день молился в синагоге, как брацлавский хасид ходил на могилу рабби Нахмана, женился на женщине из хасидской семьи и у них родился ребёнок.
В конце 1930-х годов НКВД ужесточило преследование брацлавских хасидов и многие из них были арестованы. Даниэль помогал семье арестованного Авраама Дзерговского — его жене Рахели и дочери Саре, оставшихся без кормильца.

### Во время войны
30 июля 1941 года Умань была захвачена немецкими войсками, и нацисты, реализуя программу уничтожения евреев, уже 23 сентября 1941 года убили 5400 местных евреев, 600 евреев-военнопленных и тех украинцев, которые пытались помочь евреям. Через две недели, 8 октября 1941 года, немцы при поддержке украинских коллаборационистов расстреляли ещё около 10 000 евреев из Умани и соседних местечек.
В Умани остались в живых около 1800 евреев, которых переселили в гетто. Даниэль оставался в гетто вместе с семьей, затем они с женой вместе решили, что ему, как непохожему на еврея человеку, сто́ит уйти, затеряться в городе и добывать еду. Каждую ночь Загайский с риском для жизни пробирался обратно в гетто и передавал жене и десятилетнему сыну скудную еду. Но он всегда также приносил хоть сколько-то продуктов и для их соседей.
В апреле 1942 года немцы и полицаи согнали всех евреев из гетто на площадь и готовили к отправке на расстрел. Даниэль проник через конвой, нашёл жену и сына и встал с ними. Его знакомый украинский полицейский увидел это и стал уговаривать Даниэля спастись, бросив семью. Когда Загайский отказался, полицаи силой выкинули инвалида из колонны и удерживали его, пока евреев не увезли. Даниэль остался последним евреем в городе.
10 марта 1944 года Умань была освобождена. Рахель и Сара Дзерговские, вернувшиеся из эвакуации, снова получили помощь от Даниэля и поселились у него. Постепенно в местечко начали возвращаться евреи, но молиться на могиле рабби Нахмана они боялись.

### После войны
В мае 1945 года в Умань приехал выживший в ГУЛАГе раввин Ицхак Гельбах, сосланный в Сибирь за то, что напечатал календарь с еврейскими праздниками. Он хотел посетить могилу рабби Нахмана. В Умани Гельбаха приютил у себя Загайский, затем за свой счет снял ему комнату, купил матрас, кормил, устроил на работу и учил, как работать при советской власти, не нарушая Шабат. Даниэль организовал для Ицхака и традиционное еврейское сватовство с Сарой Дзерговской, и после свадьбы молодые смогли эмигрировать в Польшу, а оттуда репатриироваться в Израиль.

### Спасение могилы рабби Нахмана
В 1946 году власти возбудили в Умани уголовное дело против евреев, возобновивших работу синагоги, а здание синагоги отдали под Дом культуры. В 1947 году Уманский горсовет решил уничтожить ещё одно свидетельство о еврейской истории города и утвердил решение создать на территории старого еврейского кладбища жилой район. Местным жителям разрешили подавать просьбы о предоставлении участков для постройки. Известный брацлавский хасид из Львова Зангвиль Любарский тоже подал заявку, рассчитывая получить участок с могилой рабби Нахмана, но ему как раввину власти разрешение на строительство не дали.
Тогда в 1951 году просьбу о приобретении участка на территории кладбища подал Даниэль Загайский. В горсовете не знали, что украинец, инвалид-сапожник — на самом деле брацлавский хасид. Загайский получил участок под застройку дома, а на могиле рабби Нахмана хасиды установили бетонную плиту шириной 80 сантиметров и длиной 2 метра. Затем Даниэль построил дом, одна из внешних стен которого вплотную примыкала к могиле. Таким образом могила рабби Нахмана оказалась расположена на частном дворе.

### Репатриация и жизнь в Израиле
Весь следующий 1952 год, особенно на праздник Рош ха-Шана, к Даниэлю Загайскому якобы в гости приезжало так много людей, что его соседи начали жаловаться во все инстанции. Вскоре пустили слух, что Загайский специально построил дом у могилы известного раввина, чтобы якобы брать с религиозных евреев деньги за право помолиться у него во дворе. Дом пришлось продать, и Загайский был вынужден переселился во Львов.
Сара и Ицхак Гельбах, семья которых возникла благодаря Загайскому, решили организовать ему репатриацию в Израиль. По паспорту Загайский был украинцем, и брацлавские хасиды познакомили его с еврейкой, собиравшейся выехать в Израиль. Они заключили брак, и Даниэлю как её супругу неожиданно позволили уехать из СССР.
В ноябре 1957 года Даниэль Загайский прилетел в Израиль. Сначала он жил у Гельбахов, затем ему выделили жилье в городе Кирьят-Ата. Брацлавских хасидов тогда в этом городе не было, и Загайский попросился обратно в Иерусалим, где поселился рядом с брацлавскими хасидами в районе Меа-Шеарим.
Про алию гера Даниэля из Советского Союза писали газеты разных стран. Множество евреев, которых Даниэль укрывал во время войны в своем доме, кормил в гетто и помогал устроиться после войны, узнали его и рассказывали о нём.
Последние годы жизни Загайский прожил в доме престарелых в иерусалимском районе Катамон, ходил в ближайшую синагогу «Ор Авраам». Ещё раз женился — на Розалии Бар, ровеснице из Румынии. После её смерти немногословный Даниэль Загайский иногда говорил: «Всю жизнь я мечтал о Святой Земле. Я здесь, и больше мне ничего не нужно».
Даниэль Загайский умер в Иерусалиме 22 июня 1980 года.